# Buster Keaton Productions
Buster Keaton Productions Inc. — кінокомпанія заснована Бастером Кітоном в 1921. Протягом всього існування компанії було випущено 12 фільмів.

## Фільми
- 1921 — Цап-відбувайло / The Goat
- 1921 — Три епохи / Three Ages
- 1922 — Блідношкірий / The Paleface
- 1923 — Помішаний на повітряних кулях / The Balloonatic
- 1923 — Любовне гніздечко / The Love Nest
- 1924 — Шерлок-молодший / Sherlock, Jr
- 1924 — Навігатор / Navigator
- 1925 — Сім шансів / Seven Chances
- 1925 — На Захід / Go West
- 1926 — Генерал / General
- 1926 — Боротьба Батлера / Battling Butler
- 1928 — Пароплавний Білл / Steamboat Bill, Jr.